# گل گاوزبان ایتالیایی
گل گاوزبان ایتالیایی (نام علمی: Echium italicum) نام یک گونه از سرده گل گاوزبان است.